# Vanes Durman
Vanesa V. Durman (født 28. juni 1990) er en serbisk terræncyklist.

## Sejre

### 2008
- Serbisk mester i rundbane olympisk format[1].